# دنیل گودلی
دنیل گودلی (انگلیسی: Daniel Godelli؛ زادهٔ ۱۰ ژانویهٔ ۱۹۹۲) وزنه‌بردار اهل آلبانی است.
وی در مسابقات کشوری و بین‌المللی در مجموع برندهٔ ۳ مدال طلا، ۲ مدال نقره، ۱ مدال برنز شده‌است.